# خرس سیاه هیمالیایی
خرس سیاه هیمالیایی (نام علمی: Ursus thibetanus laniger) نام یک زیرگونه از خرس سیاه آسیایی است که در کوه‌های هیمالیا، در هند، تبت، نپال، چین و پاکستان زندگی می‌کند.